# 다싱공항역 (지하철)
다싱공항역(중국어: 大兴机场站)은 중국 허베이성 랑팡시 광양구에 위치하는 베이징 지하철 다싱공항선의 지하철역으로 2019년 9월 26일 공식적으로 개장하여 운영을 개시하였다. 미래에는 슝안철도 R1선이 개통된 후 추가역을 설치하여 다싱공항선과 직결 운행될 예정이다.

## 역사
베이징 지하철 다싱공항선 다싱공항역 기획 및 건설 기간에 대한 프로젝트에는 신공항북터미널역(新机场北航站楼站)과 북터미널역(北航站楼站) 등이 포함되었다.
2019년 2월 16일, 베이징시 기획천연자원위원회는 '신공항 노선 철도 프로젝트 1단계 역명 계획에 관한 공시'를 발표하였다. 해당 역은 "다싱공항 북역(大兴机场北站)"으로 명명될 예정이었다. 3월 11일, 베이징시 계획천연자원위원회는 "철도 신공항 노선 프로젝트에 따른 역명 계획 공개에 관한 통지"를 발표하고 명명 계획을 "다싱공항역"으로 변경하였다. 이 역명은 2019년에 발표되었으며 5월에 승인되었다.
2019년 4월 25일, 다싱공항선이 완전히 완공되었다. 6월 15일에 다싱공항역은 다싱공항선과 시범 운행을 시작했고 2019년 9월 26일에 운행을 개시하였다.

## 역 구조

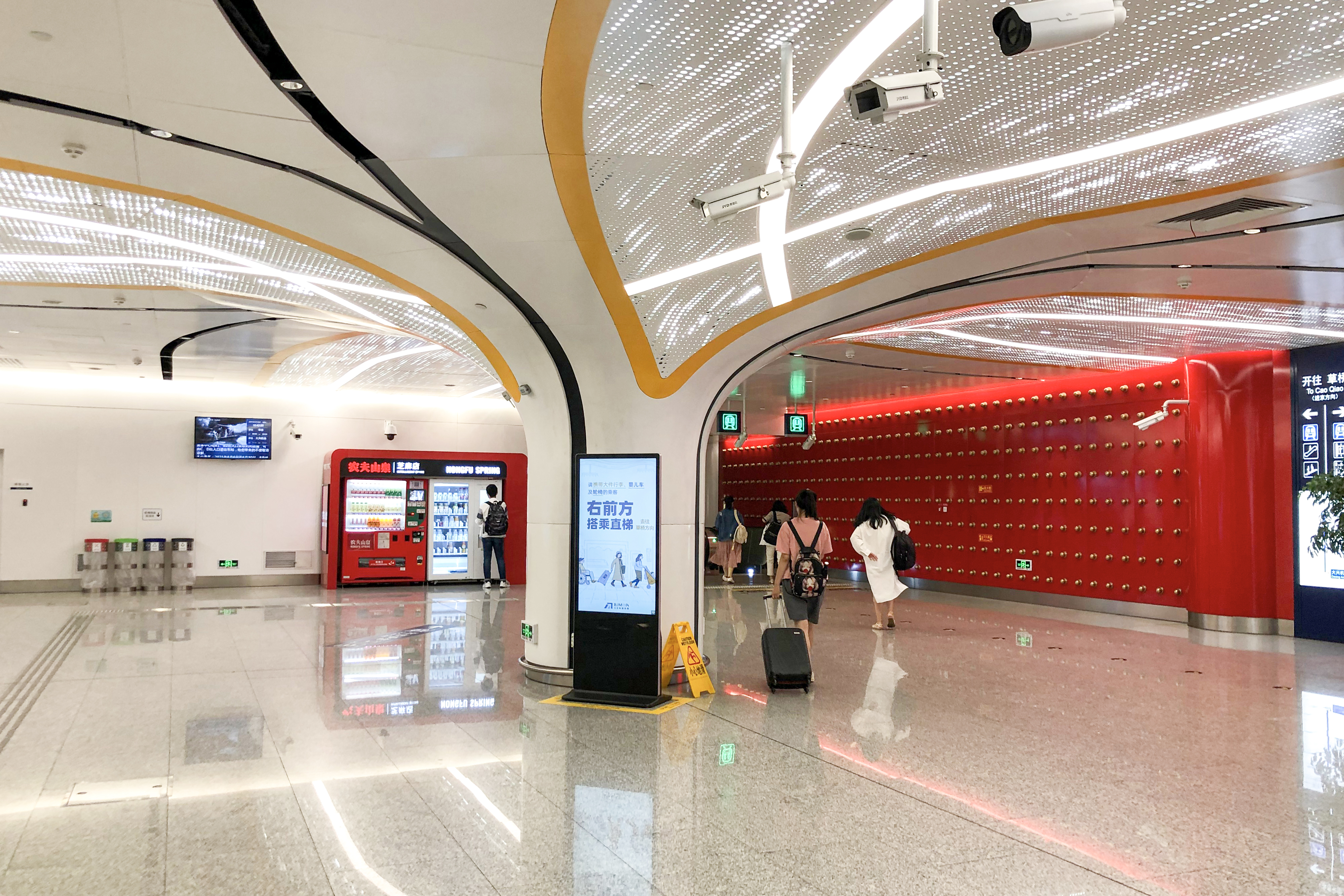
대합실 유료 구역

다싱공항역은 베이징 다싱 국제공항 아래에 위치한다. 지하 1층은 역사 대합실 층이고, 지하 2층은 승강장 층으로 이루어져 있다.
다싱공항선의 남쪽 끝에는 열차가 회차할 수 있는 건넘선이 존재한다. 역 북쪽 끝에도 열차가 역 앞에서 회차할 수 있는 교차선이 존재한다. 주요 노선은 건설중인 슝안철도 R1선이다.
| 지하 1층 대합실 층 | 환승 대합실                         | 베이징 다싱 국제공항 터미널 빌딩, 주차장 빌딩, 국철 다싱공항역 방향                        |
| 지하 1층 대합실 층 | 대합실                              | 고객 서비스 센터, 자동 발권기, 출입국 게이트, 셀프 체크인 서비스, 항공편 정보 조회, 대기실 |
| 지하 3층 승강장    | 상대식 승강장, 오른쪽 출입문이 열림 | 상대식 승강장, 오른쪽 출입문이 열림                                                        |
| 지하 3층 승강장    | ←                                   | ■ 다싱공항선 하차 전용 승강장                                                              |
| 지하 3층 승강장    | →                                   | ■ 다싱공항선 리쩌 상무구 방면 (다싱신청)                                                   |
| 지하 3층 승강장    | 상대식 승강장, 오른쪽 출입문이 열림 |                                                                                            |

## 출구
다싱공항역에는 입구(A)가 1개, 출구(B, C, D)가 3개 있으며, 그 중 주차장 건물로 이어지는 D 입구는 아직 개방되지 않았다.
|          |                    |             |      |  |
| 출구     | 지시               | 추천 목적지 | 사진 |  |
| 出口 · A | 빈칸               |             |      |  |
| 出口 · B | 다싱공항(大兴机场) |             |      |  |
| 出口 · C | 다싱공항(大兴机场) |             |      |  |
| 出口 · C |                    |             |      |  |